# Biggeh
Biggeh, en arabe بجح, en égyptien ancien Senmout, est une île d'Égypte.

## Toponymie
| O34 · N35 | G14 | X1 · N25 |

| O34 · N35 | G14 | X1 · N25 |

L'île est connue depuis l'antiquité égyptienne et a donc eu plusieurs noms au fil du temps :
- en égyptien ancien, elle portait le nom de Senmout (Snmwt)[2], ou de Iat-Ouabet (Jȝt-wˁbt) puis de Per-Ouab (Pr-wˁb) du fait du temple qui y était bâti ;
- en grec ancien, l'île portait les noms de Sênis (Σῆνις)[2] et d'Abaton, signifiant « Lieu inexploré », ceci est dû au fait que seuls les prêtres étaient autorisés à se rendre sur l'île qui était sacrée[3] ;
- en arabe, elle porte le nom de Biggeh (arabe : بجح).

## Géographie
Biggeh est une île d'Égypte baignée par le lac de retenue de l'ancien barrage d'Assouan sur le Nil, juste au sud d'Assouan. Elle est entourée par d'autres îles composant la première des cataractes du Nil dont celle de Philæ située juste au nord.
Parsemée de masses granitiques arrondies, l'île est de forme allongée et orientée selon un axe nord-sud. Son littoral escarpé est composé de falaises et d'une crique sur la côte orientale. Les embarcations servant à transporter les touristes vers et depuis Philæ mouillent sur la côte septentrionale de Biggeh afin de laisser l'accès libre au débarcadère.

## Histoire

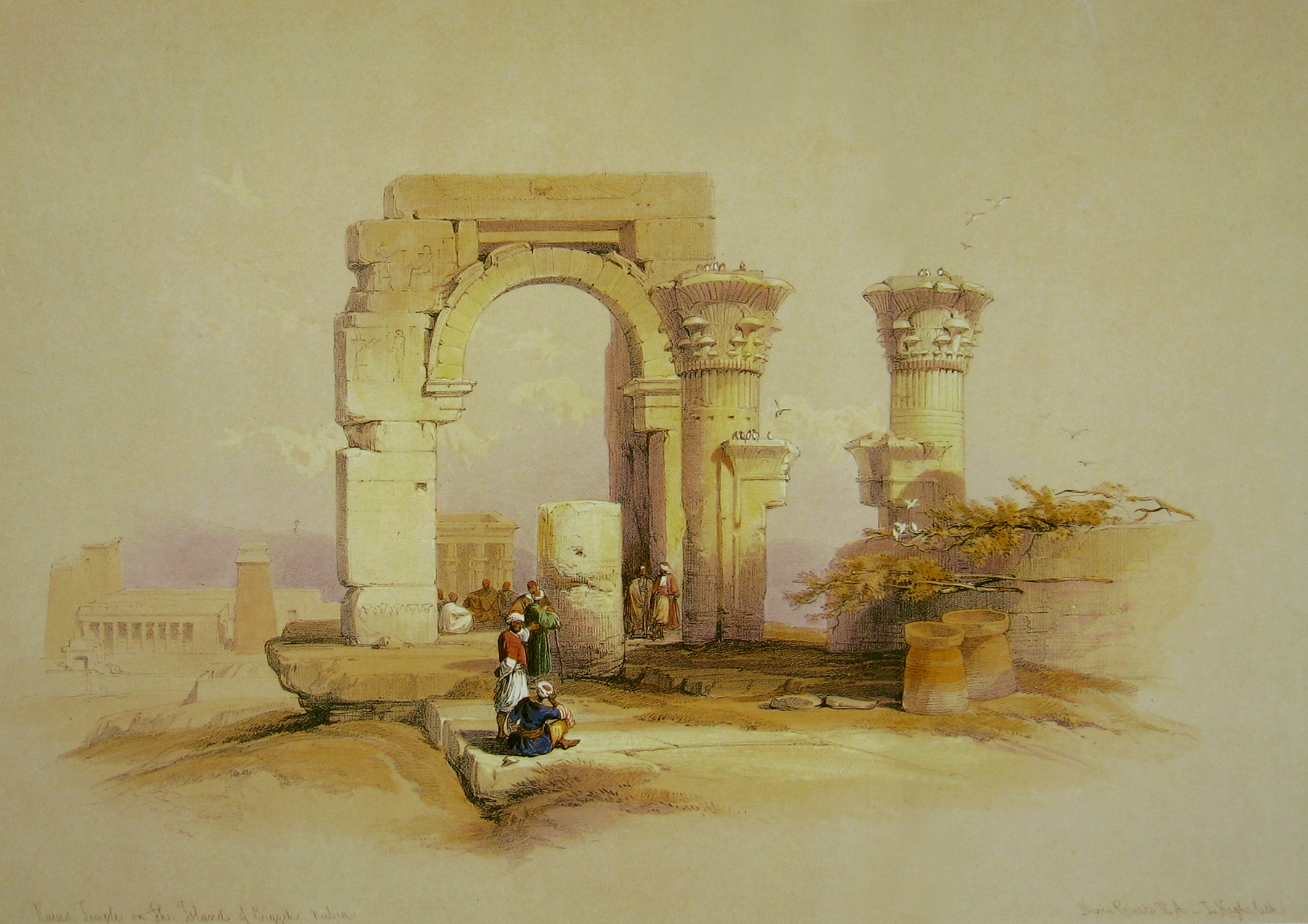
Lithographie de David Roberts des ruines du temple de Biggeh en 1838.

Biggeh était sacrée dans l'Égypte antique car elle constituait le lieu d'inhumation du dieu Osiris et le dieu Thot portait les épithètes de « Grand et Splendide dieu en Biggeh » et « Celui qui apaise la Nsr.t dans Biggeh ». Ces deux dieux auraient eu chacun leur temple édifié sur l'île.